# 舞踊学会
舞踊学会（ぶようがっかい、英名 Japanese Society for Dance Research）は、舞踊及び関連諸部門の研究・発展を目的として1976年に設立された学会。
事務局を東京都文京区大塚2-1-1お茶の水女子大学文教育学部芸術・表現行動学科舞踊教育学コース猪崎弥生研究室に置いている。

## 事業
- 学会の開催、共同研究の立案・実施、日本国内外諸機関との交流、紀要その他出版物の刊行など[1]

## 学会誌
- 『舞踊學』